# Moigny-sur-École
Moigny-sur-École település Franciaországban, Essonne megyében. Lakosainak száma 1311 fő (2022. január 1.). Moigny-sur-École Videlles, Boutigny-sur-Essonne, Courances, Dannemois és Milly-la-Forêt községekkel határos.

## Népesség
A település népességének változása:
| Lakosok száma | 1284 | 1265 | 1279 | 1253 | 1253 | 1252 | 1252 | 1279 | 1311 |
|               | 2013 | 2015 | 2016 | 2017 | 2018 | 2019 | 2020 | 2021 | 2022 |